# Hạ Lý
Hạ Lý là một phường cũ thuộc quận Hồng Bàng, thành phố Hải Phòng, Việt Nam.

## Địa lý
Phường Hạ Lý có diện tích 1,08 km², dân số năm 2023 là 13.507 người, mật độ dân số đạt 12.506 người/km².

## Hành chính
Phường Hạ Lý được chia thành 10 tổ dân phố: Bạch Đằng, Cao Thắng, Chương Dương, Hạ Lý, Lạc Long, Phạm Phú Thứ, Phan Đình Phùng, Phúc Long, Tam Bạc, Thế Lữ.

## Lịch sử
Ngày 3 tháng 1 tháng 1981, Hội đồng Chính phủ ban hành Quyết định số 3-CP về việc đổi khu phố Hồng Bàng thành quận Hồng Bàng. Khi đó, phường Hạ Lý thuộc quận Hồng Bàng.
Ngày 20 tháng 7 năm 2022, HĐND TP. Hải Phòng ban hành Nghị quyết số 26/NQ-HĐND về việc:
- Thành lập tổ dân phố Phan Đình Phùng trên cơ sở tổ dân phố Phan Đình Phùng và tổ dân phố Bạch Đằng.
- Thành lập tổ dân phố Bạch Đằng trên cơ sở 3 tổ dân phố: Bạch Đằng 4, Bạch Đằng 6, Bạch Đằng 8.
- Thành lập tổ dân phố Chương Dương trên cơ sở 3 tổ dân phố: Bạch Đằng 7, Bạch Đằng 9, Phạm Phú Thứ 2.
- Thành lập tổ dân phố Phúc Long trên cơ sở tổ dân phố Phúc Long, tổ dân phố Chương Dương, một phần của tổ dân phố Cao Thắng 1, một phần của tổ dân phố Cao Thắng 3.
- Thành lập tổ dân phố Phạm Phú Thứ trên cơ sở 4 tổ dân phố: Phạm Phú Thứ 1, Phạm Phú Thứ 3, Phạm Phú Thứ 4, Hạ Lý 8.
- Thành lập tổ dân phố Lạc Long trên cơ sở 3 tổ dân phố: Bạch Đằng 1, Bạch Đằng 3, Bạch Đằng 5.
- Thành lập tổ dân phố Hạ  Lý trên cơ sở tổ dân phố Hạ Lý 2, tổ dân phố Hạ Lý 4, một phần của tổ dân phố Hạ Lý 6.
- Thành lập tổ dân phố Cao Thắng trên cơ sở 3 tổ dân phố: Cao Thắng 2, Cao Thắng 3, Hạ Lý 9.
- Thành lập tổ dân phố Thế Lữ trên cơ sở tổ dân phố Hạ Lý 1, tổ dân phố Hạ Lý 3, tổ dân phố Hạ Lý 5, một phần của tổ dân phố Hạ Lý 6, một phần của tổ dân phố Hạ Lý 7.
- Thành lập tổ dân phố  trên cơ sở tổ dân phố
- Thành lập tổ dân phố Tam Bạc trên cơ sở một phần của tổ dân phố Hạ Lý 9, một phần của tổ dân phố Cao Thắng 1, một phần của tổ dân phố Cao Thắng 2, một phần của tổ dân phố Hạ Lý 7.

Ngày 24 tháng 10 năm 2024, Ủy ban Thường vụ Quốc hội ban hành Nghị quyết số 1232/NQ-UBTVQH15 về việc sắp xếp đơn vị hành chính cấp huyện, cấp xã của thành phố Hải Phòng giai đoạn 2023 – 2025 (nghị quyết có hiệu lực từ ngày 1 tháng 1 năm 2025). Theo đó, sáp nhập toàn bộ 1,05 km² diện tích tự nhiên và quy mô dân số là 15.123 người của phường Hạ Lý và vào phường Thượng Lý.